# Piscina del Sultán

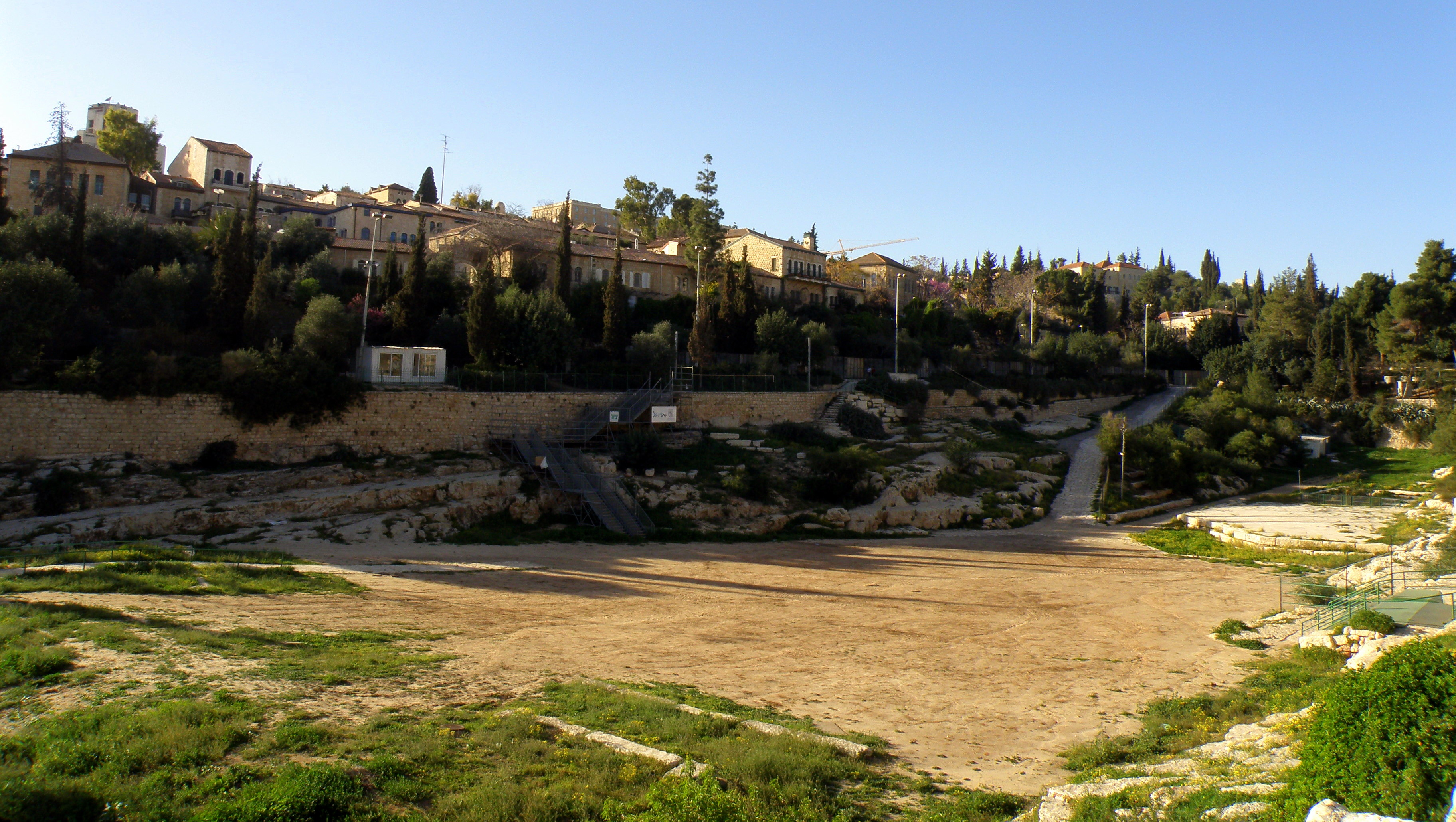
Piscina del Sultán, Jerusalén.

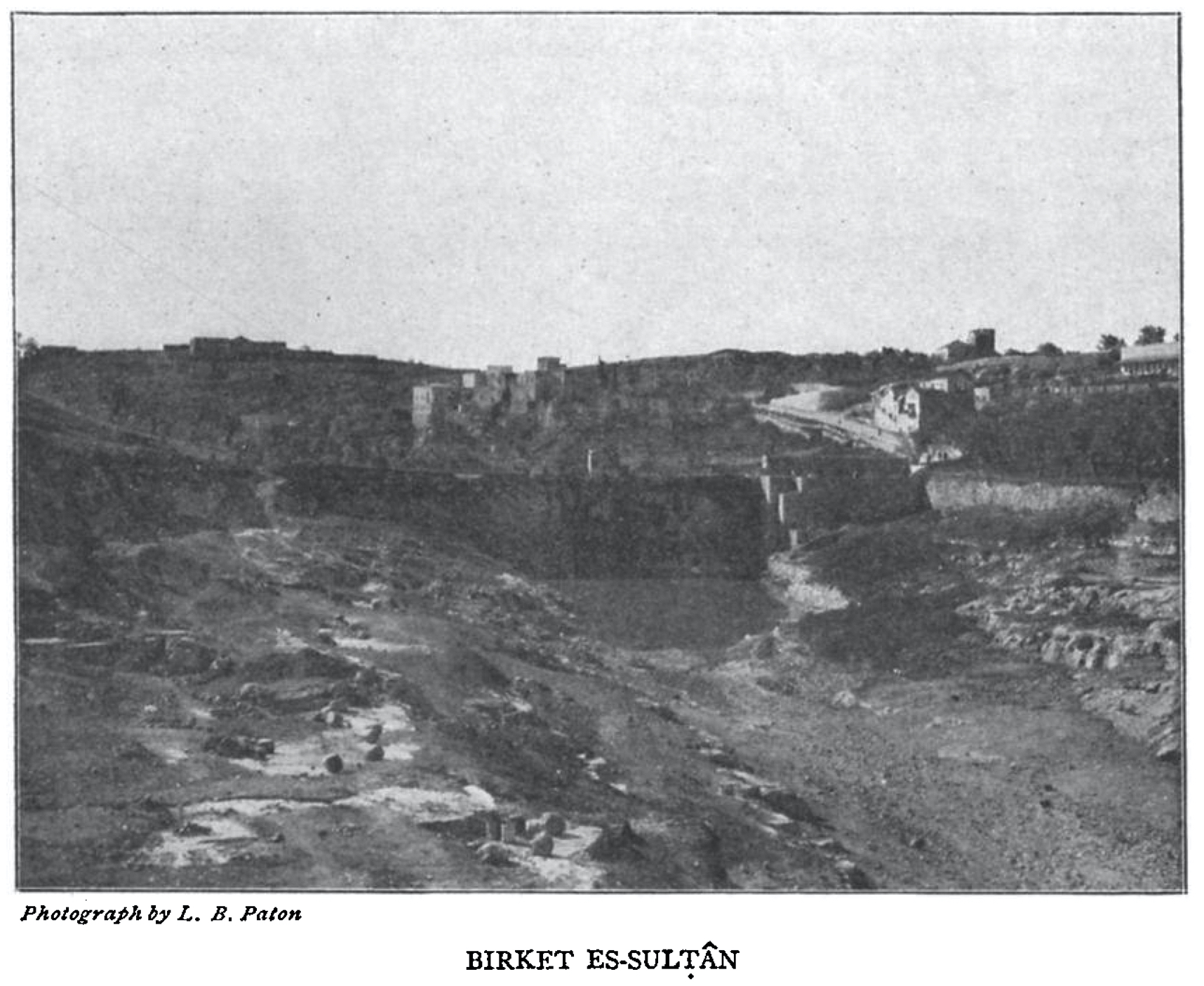
Birket Sultan en 1907.

La Piscina de Sultan (en hebreo: בריכת הסולטאן‎, Brechat HaSultan; en árabe: Birket es-Sultan) es una antigua cuenca de agua al oeste del monte Sion, Jerusalén. Fue parte de la red de suministro de agua de Jerusalén desde la antigüedad hasta finales del Imperio otomano. 

## Historia
Es probable que la Piscina del Sultán haya sido construida en tiempos del Rey Herodes. Algunos historiadores suponen que es la misma piscina que menciona Flavio Josefo con el nombre Estanque de la Serpiente.  El agua llegaba a la piscina a través del Acueducto Inferior.
Durante la época de los cruzados era conocida como Lacus Germani.
El sultán otomano Suleimán el Magnífico, en el siglo XVI, ordenó reparar y ampliar la piscina, desde entonces se la conoce como Piscina del Sultán. 
En la actualidad, durante el verano la piscina permanece seca y se aprovecha para conciertos y festivales.